# Cranston (Rhode Island)
Cranston (früher Pawtuxet) ist eine US-amerikanische Stadt in Rhode Island im Providence County. Das U.S. Census Bureau hat bei der Volkszählung 2020 eine Einwohnerzahl von 82.934 ermittelt.
Sie ist ein Teil der Providence Metropolitan Area, einem Ballungsraum um die Stadt Providence mit mehr als 1,5 Millionen Einwohnern an der Atlantikküste etwa 200 km nordöstlich von New York.

## Geographie
Cranston liegt auf der Westseite der Narragansett Bay, die sich über eine Strecke von etwa 40 km südlich von Providence erstreckt und im Rhode Island Sound in den Atlantik mündet. Die Entfernung zur fast genau nördlich von Cranston gelegenen Stadt Providence beträgt etwa zehn Kilometer.
Das Stadtgebiet hat eine Fläche von 77,5 km². Das Stadtgebiet wird von vier Autobahnen durchquert: von den Interstates I 95 und I 295 sowie den Rhode Island Routes RI 10 und RI 37. Außerdem verlaufen mehrere Bundesstraßen durch die Stadt. Eisenbahnverkehr spielt keine Rolle im Nahverkehrssystem, denn obwohl eine Linie der Amtrak das Gebiet von Cranston durchzieht, gibt es dort keine Haltestelle. Der öffentliche Verkehr wird vor allem durch Buslinien der Rhode Island Public Transit Authority (RIPTA) abgewickelt.
Die Stadt besitzt einige historische Sehenswürdigkeiten, darunter das im National Register of Historic Places enthaltene Sprague Mansion aus dem 18. Jahrhundert sowie eines der ältesten Häuser von Rhode Island, das Thomas Fenner House von ungefähr 1677. Im Jahr 1886 wurde im heutigen Stadium von Pawtucket die Pferderennbahn von Narragansett Park eröffnet, die erste im Land.

## Bevölkerung
Die Volkszählung im Jahr 2000 ergab 79.269 Bewohner, Cranston ist damit die drittgrößte Stadt im Bundesstaat Rhode Island. Fast 90 % der Bewohner waren Weiße, der verbleibende Anteil verteilte sich zu fast gleichen Teilen auf Afro-Amerikaner, Asiaten und Hispanics. Das Pro-Kopf-Einkommen betrug 21.978 Dollar, etwas mehr als 7 % der Bevölkerung lebten unter der Armutsgrenze.

## Geschichte
Im Jahr 1638 kaufte Roger Williams zusammen mit 12 anderen Männern von den Narraganset-Indianern im „Pawtuxet Purchase“ (sinngemäß: Pawtuxet-Landkauf) das Gebiet in den „South Woods“. Dieses Gebiet ist heute der östliche Teil des heutigen Cranston, einschließlich des Pawtuxet Village, das zum Teil auch auf dem Gebiet des heutigen Warwick liegt. William Arnold war der erste Europäer, der auf dem heutigen Gemeindegebiet siedelte, er erbaute 1638 ein Haus etwa anderthalb Kilometer nördlich der Pawtuxet Falls, in der Nähe der heutigen Warwick Avenue.
Im Jahr 1662 wurde anlässlich des „Meschanticut Purchase“ der westliche Teil des Gemeindegebietes der heutigen Stadt gekauft. Da in diesem Vertragswerk die Grenzen nicht genau beschrieben waren, entstand ein jahrelanger Streit, der erst 1714 beigelegt wurde, so dass die Süd- und West-Grenze Cranstons festgelegt werden konnte.
1754 wurde die Gemeinde Cranston als selbstverwaltetes Gebiet im heutigen Sinn gegründet. Sie besaß zu diesem Zeitpunkt 1460 Einwohner. Mit der Gründung wurde auch die Nordgrenze festgelegt, welche sich allerdings im Laufe der Zeit noch verändert hat, denn sie umfasste zu diesem Zeitpunkt auch noch Teile von South Providence, Elmwood und Washington Park. Die Stadt erhielt die Stadtrechte im Jahr 1910.

## Söhne und Töchter der Stadt
- Nehemiah R. Knight (1780–1854), Politiker
- Elisha Harris (1791–1861), Politiker
- William Sprague (1799–1856), Politiker
- Henry Howard (1826–1905), Politiker
- Albert C. Howard (1828–1910), Politiker
- William Sprague (1830–1915), Politiker und Gouverneur des Bundesstaates Rhode Island (1860–1863)
- Hugh Duffy (1866–1954), Baseballspieler und -manager in der Major League Baseball
- Clarence Raymond Adams (1898–1965), Mathematiker
- Raymond E. Stone (1915–2004), Politiker
- Robert Aldrich (1918–1983), Regisseur
- William H. Sullivan (1922–2013), Diplomat im Auswärtigen Dienst
- Ralph Warburton (1924–2021), Eishockeyspieler
- George Masso (1926–2019), Jazzmusiker
- Edward D. DiPrete (1934–2025), Politiker, Gouverneur von Rhode Island (1985–1991)
- Vinny Pazienza (* 1962), Boxweltmeister im Leicht-, Halbmittel- und Supermittelgewicht
- Carl V. Dupré (* 1965), Drehbuchautor
- Jack Capuano (* 1966), Eishockeyspieler und -trainer
- David Quinn (* 1966), Eishockeyspieler und -trainer
- David Emma (* 1969), Eishockeyspieler
- Rob Gaudreau (* 1970), Eishockeyspieler
- Elisabeth Hasselbeck (* 1977), Fernsehmoderatorin
- Anthony Zinno (* 1981), Pokerspieler
- Olivia Culpo (* 1992), Schönheitskönigin und Miss USA 2012